# Protomyctophum andriashevi
Protomyctophum andriashevi és una espècie de peix de la família dels mictòfids i de l'ordre dels mictofiformes.

## Morfologia
- Els mascles poden assolir 6 cm de longitud total.[4][5]

## Alimentació
Sembla que es nodreix de Champsocephalus gunnari.

## Hàbitat
És un peix marí i d'aigües profundes que viu entre 50-332 m de fondària.

## Distribució geogràfica
Es troba a tots els oceans de l'hemisferi sud.